# أبو دنقور
أبو دنقور، قرية صبيا القديمة، وأحد المواقع الأثرية في منطقة جازان جنوب المملكة العربية السعودية. كانت تحتل موقعًا في العصور الإسلامية المبكرة، أما الآن فهي قرية من قرى صبيا الحالية، وتبعد عن مركز المحافظة نحو 15 كم، ويسكنها عدد قليل من الناس.

## الموقع
تقع قرية أبو دنقور على بعد نحو 15 كم إلى الجنوب الغربي من مدينة صبيا الحالية، على يمين الطريق المسفلت المعروف محليًا بطريق السبخة، لكونه يتجه من صبيا غربًا إلى السبخة، ثم إلى البحر، ولا تزال الجهة المحيطة به مسكونة حتى الآن من قبل فئات من أهالي صبيا.

## التاريخ
هذا الموقع هو الذي كانت تحتله مدينة صبيا المذكورة عند الهمداني وياقوت الحموي وسواهما، وقد ظل عامرًا طوال العصور الإسلامية المختلفة إلى أن انتقلت منه صبيا إلى موقعها الحالي في نحو منتصف القرن العاشر الهجري (القرن السادس عشر الميلادي)٬ ثم أخذ موقعها في أبي دنقور في الانحدار والاضمحلال إلى أن تهدم بنيان المدينة٬ وتلاشى عمرانها حتى زالت نهائي من الوجود.

## الآثار
لم يبق مما يدل على وجود المدينة سوى بعض التلال الأثرية التي تحتفظ بقليل من المظاهر الأثرية الدالة على المكان٬ وعلى قدم الاستيطان فيه. ومن تلك المظاهر وجود تلين أثريين في الموقع على يمين الطريق المتجه إلى الغرب٬ أحدهما وهو الأكبر تغطي جزءًا كبيرًا منه أعداد متناثرة من المزاوم (مفردها: مِزْوام)وهو العلف المتخذ من قصب الذرة٬ بحيث تصعب بل تستحيل رؤية ما تحت تلك المزاوم من آثار.
أما المواقع الباقية من التل وغير المغطاة بمزاوم العلف فتكسوها طبقة من كسر الفخار الملون وغير الملون. وإلى الجنوب من التل الكبير والتل الرئيس يوجد تل آخر له الصفات والملامح نفسها التي للتل الكبير من حيث كونه مغطى بطبقة من الكسر الفخارية الملونة وغير الملونة. أما المقبرة فتقع إلى الشرق من التل الكبير وتخلو تمامًا من وجود أي شواهد منقوشة في حدود ما يتبين من شواهدها الحجرية الظاهرة. وقد كشف سيل عارم لوادي صبيا عام 1421 هـ الموافق 2000م عن بئر قديمة بالقرب من التلين المذكورين لا يعرف بانيها٬ ويظن أنها تعود إلى عهود المدينة القديمة٬ ويبدو من جدرانها الخارجية أنها مطوية بإحكام بالحجر المجلوب من الجبال الشرقية لمحافظة صبيا، ويروي الأهالي قصصًا عن وجود آبار أخرى مطمورة تحت المزارع تعود إلى عهود أجدادهم الأقدمين الذين عمروا مدينة صبيا. وارتباط هذه المدينة بالأجداد واضح في تسمية أخرى للموقع غير تسمية أبو دنقوز وهي الجديين.، وكما تناثرت في الموقع كسر الفخار الصيني، والزجاج.

## انظر ايضاً
- صبيا
- مركز السهي

## وصلات خارجية
- «صبيا» مدينة الجبال والأودية والشواطئ الساحرة.